# Terceiro Consistório Ordinário Público de 1839

## Cardeais
| Nº                 | País               | Nome                                                       | Idade              | Cargo                               | Título ou Diaconia                                 |
| Cardeais eleitores | Cardeais eleitores | Cardeais eleitores                                         | Cardeais eleitores | Cardeais eleitores                  | Cardeais eleitores                                 |
| ------------------ | ------------------ | ---------------------------------------------------------- | ------------------ | ----------------------------------- | -------------------------------------------------- |
| 1                  | França             | Hugues-Robert-Jean-Charles de la Tour d'Auvergne-Lauragais | 71                 | Bispo de Arras                      | Cardeal-presbítero de Santa Inês Fora das Muralhas |
| In Pectore         |                    |                                                            |                    |                                     |                                                    |
| 2                  | Itália             | Giovanni Maria Mastai-Ferretti                             | 47                 | Bispo de Ímola                      | Revelado no Consistório Ordinário Público de 1840  |
| 3                  | Itália             | Gaspare Bernardo Pianetti                                  | 59                 | bispo de Viterbo e Toscanella       | Revelado no Consistório Ordinário Público de 1840  |
| 4                  | Itália             | Luigi Vannicelli Casoni                                    | 38                 | vice-camerlengo e regulador de Roma | Revelado no Consistório Ordinário Público de 1842  |